# 本格拉寒流

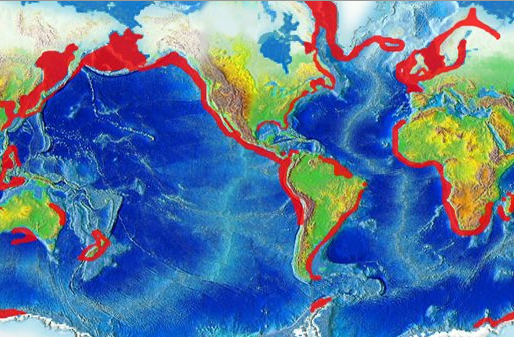
红色水域为主要的上升流区域，本格拉寒流就在非洲西南岸。

本格拉寒流是南大西洋东海岸沿南非和纳米比亚西海岸从南向北流动的寒冷的水流，最终汇入南赤道暖流。

## 范围
本格拉寒流构成南大西洋亚热带洋流的东部。水源包括印度洋和南大西洋亚热带温跃层海水；高盐分、低含氧的热带大西洋海水；和寒冷、较淡的深海水。本格拉寒流宽约2-300千米，向北流动时还进一步变宽。其西部界限不甚清晰，有许多季节性临时漩流。

## 名稱
本格拉寒流（The Benguela Current）早期又叫那米比寒流。

## 影响
本格拉寒流与温暖的、向南流的阿古拉斯洋流混合，使得好望角附近拥有丰富的海洋生态系统，也造成气流不稳。 
本格拉寒流使得纳米比亚海岸形成沙漠，降水极为稀少，并使得纳米比亚的骷髅海岸经常浓雾不散，而且更令該區全年氣溫都徘徊在攝氏十至二十度之間。本格拉厄尔尼诺现象已被发现，不过强度和频繁程度都逊于太平洋。